# Fernanda Takai
Fernanda Takai (Serra do Navio, 25 d'agost de 1971) és una cantant, compositora i multiinstrumentista brasilera. Encara que segueix sent la cantant principal de la banda Pato Fu, va iniciar una carrera en solitari el 2007 amb bona repercussió, i fins i tot va enregistrar un disc en col·laboració amb l'antic guitarrista de The Police, Andy Summers, el 2012. A més de cantar, Takai toca la guitarra, la guitarra clàssica (violão) i compon per a Pato Fu.

## Biografia
Tot i que va néixer a Serra do Navio (Amapá), Takai es va criar a Belo Horizonte (Minas Gerais). Fernanda Takai té ascendència mixta: els seus avis paterns havien emigrat al Brasil des del Japó, el seu avi matern era d'origen portuguès.
En una entrevista de 2011 va explicar que a casa dels seus pares escoltaven sovint la música de Nara Leão, Chico Buarque i Clara Nunes, i que els seus gustos musicals giren en torn a la música pop, el rock, la música brasilera i la japonesa. Quan anava a secundària tocava en una banda.

## Carrera professional
A Belo Horizonte es va incorporar com a cantant al grup de rock Pato Fu, amb qui ha publicat onze CDs des de 1993. El debut en solitari es remunta al 2007, any en què es va produir el disc Onde brilhem os olhos seus, amb el qual pretenia homenatjar la cantant Nara Leão. Takai es va unir a Lulu Camargo als teclats i John Ulhoa a la guitarra, músics del grup Pato Fu. El tema "Insensatez" veu la intervenció de Roberto Menescal a la guitarra.
L'any següent, a la platja d'Ipanema de Rio de Janeiro, va estar entre els participants de l'espectacle Bossa nova 50 anos, a l'escenari juntament amb grans artistes brasilers com Carlos Lyra, Oscar Castro-Neves, Wanda Sá, Leila Pinheiro, el grup Zimbo Trio, Leny Andrade, Maria Rita, João Donato, Joyce i Marcos Valle. Del 2009 és el CD en directe Luz negra, en què la cantant alterna composicions pròpies amb melodies de noms rellevants com Chico Buarque, Tom Jobim, Vinicius de Moraes i Roberto Carlos; també hi ha una versió de "There Must Be an Angel (Playing with My Heart)" d'Eurythmics, i "Kobune", la versió japonesa del hit de Roberto Menescal i Ronaldo Bôscoli "O barquinho".
El 2011, va col·laborar amb Atom™, Toshiyuki Yasuda i Moreno Veloso a la cançó "Águas de Março" per a l'àlbum benèfic més recent de la Red Hot Organization, Red Hot + Rio 2. L'àlbum és un seguiment del Red Hot + Rio de 1996. Els beneficis de les vendes es van destinar a conscienciar i recaptar diners per lluitar contra la sida/VIH i qüestions socials i de salut relacionades.

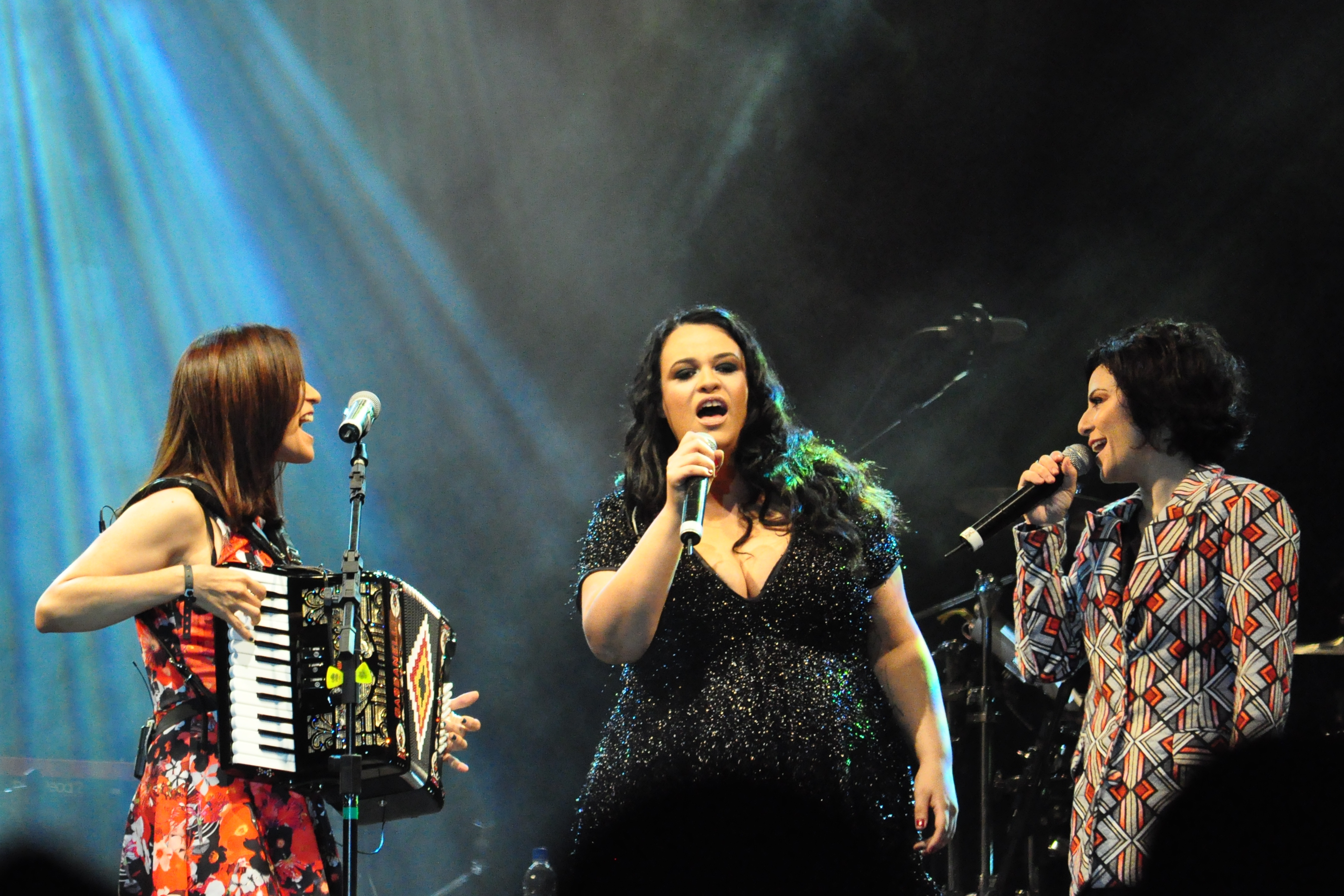
D'esquerra a dreta: Julieta Venegas, Tulipa Ruiz i Fernanda Takai (2013).

El 2012 va ser el torn de Fundamental, un CD que veu el guitarrista de la dissolta The Police Andy Summers al costat de la cantant brasilera, compromès en una original reinterpretació dels sons de la bossa nova. L'any 2014 Fernanda Takai va publicar Na medida do impossível, on recorre motius de Julieta Venegas, George Michael, Benito di Paula i Renato Barros. L'artista també fa duo amb el cantant de Skank Samuel Rosa: junts interpreten "Pra curar essa dor", la versió brasilera de la composició de George Michael "Heal the Pain". L'obra va ser presentada per la cantant en un espectacle celebrat a la seva ciutat d'adopció Belo Horizonte. El 2017, el seu àlbum Na Medida do Impossível ao Vivo no Inhotim va ser nominat al premi Grammy Llatí al millor disseny gràfic.
O Tom da Takai és l'àlbum publicat l'any 2018 en el qual el cantant interpreta composicions de Jobim que no pertanyen a la selecció clàssica dels grans èxits del músic brasiler sinó que constitueixen les seves primeres composicions: "Olha pro céu", "Aula de matemática", "Outra vez", "Ai quem me dera", "Brigas nunca mais", entre d'altres. En la producció del disc, Takai va fer servir la col·laboració de Marcos Valle i Roberto Menescal. L'any següent, a Rio de Janeiro, per a un DVD i per a streaming, la cantant va gravar davant d'un públic selecte d'uns quants amics O Tom da Takai en versió en directe, també en aquest cas en companyia de Valle i Menescal.
L'any 2020, a causa de la pandèmia de COVID-19, ella i el seu marit es van refugiar a l'estudi de gravació de casa seva, a la regió de Pampulha, on van gravar un disc titulat Será que você vai acreditar? en el qual John toca tots els instruments. El disc veu algunes cançons compostes per a l'ocasió i moltes reinterpretacions, i Takai fa servir la col·laboració d'altres dues veus femenines: les de Virginie Boutaud a "O amor em tempos de Cólera" i Maki Nomiya al tema "Love Song". El 2021, l'àlbum va ser nominat al premi Grammy Llatí al millor àlbum de pop contemporani en llengua portuguesa.
El 2022, es va unir a la banda Autoramas en un projecte amb cançons de The Beatles.

### Altres feines
L'any 2005 va començar a escriure una columna setmanal en dos diaris, activitat que va dur a terme durant sis anys; a partir d'aleshores va escriure també cinc llibres, tres dels quals són de literatura infantil. L'últim llibre en què ha treballat Takai està previst que sigui publicat el juny de 2023.
- 2007: Nunca subestime uma mulherzinha (Panda Books) ISBN 978-85-88948-53-2
- 2011: A mulher que não queria acreditar (Panda Books) ISBN 978-85-7888-138-2
- 2013: A Gueixa e o Panda-Vermelho (Editora Cobogó) ISBN 9788560965359
- 2017: O Cabelo da Menina (SESI-SP Editora) ISBN 9788550405544, que va guanyar el premi Jabuti al millor llibre digital.[22]

També ha fet algunes feines en cinema, com posar veu a un personatge del llargmetratge d'animació Até que a Sbórnia nos Separe (2013), participar en els documentals Sem Dentes: Banguela Records e a Turma de 94 (2015) i Memórias do Grupo Opinião (2019) i compondre la banda sonora de Saliva (2009).

## Vida personal
L'artista està casada des de 1995 amb el músic John Ulhoa, el guitarrista de Pato Fu. L'any 2003, va néixer a Belo Horizonte l'única filla de la parella: Nina Takai Ulhoa; en una entrevista de 2009 va parlar sobre el seu desig de tornar a ser mare l'any següent.

## Discografia
| Amb Pato Fu - 1993: Rotomusic de Liquidificapum (Cogumelo) - 1994: Gol de Quem? (BMG) - 1996: Tem mas Acabou (BMG) - 1998: Televisão de Cachorro (BMG) - 1999: Isopor (BMG) - 2001: Ruído Rosa (BMG) - 2002: MTV ao Vivo Pato Fu: no Museu de Arte da Pampulha (BMG) - 2005: Toda Cura para Todo Mal (Epic) - 2007: Daqui Pro Futuro (Rotomusic) - 2010: Música de Brinquedo (Rotomusic) - 2011: Música de Brinquedo Ao Vivo (Rotomusic) - 2014: Não Pare pra Pensar (Rotomusic) - 2017: Música de Brinquedo 2 (Rotomusic) - 2023: 30 (autopublicat) | En solitari - 2007: Onde Brilhem os Olhos Seus (Deckdisc, Polysom) - 2010: Luz Negra (Deckdisc) - 2012: Fundamental (Deckdisc, Polysom) - 2014: Na Medida do Impossível (Deckdisc, Polysom) - 2018: O Tom da Takai (Deckdisc, Polysom) - 2019: O Tom da Takai – ao vivo (Deck 2) - 2020: Será que você vai acreditar? (Deckdisc, Polysom) |